# Усть-Долысский район
Усть-Долысский район — административно-территориальная единица в составе Ленинградской, Западной, Великолукской и Псковской областей РСФСР, существовавшая в 1928—1930 и 1952—1959 годах.

## Район в 1928—1930 годах
Усть-Долысский район в составе Великолукского округа Ленинградской области был образован в 1928 году. В район вошли сельсоветы: Анисимовский, Асницкий, Даниленский, Дмитровский, Канашовский, Ловецкий, Ломовский, Трехалевский, Феневский, Усть-Долысский, Шалаховский (переданы из Невельского района) и Гультяевский, Денисовский (из Пустошкинского района).
В 1929 году к району присоединён Кубецкий с/с Невельского района. Анисимовский, Асницкий, Дмитровский, Ломовский с/с были упразднены. В том же году Великолукский округ был передан в Западную область.
В 1930 году в результате ликвидации окружного деления Усть-Долысский район перешёл в прямое подчинение Западной области. В том же году район был упразднён. При этом Гулятьевский, Денисовский, Шалаховский с/с были переданы в Пустошкинский район, а остальные — в Невельский район.

## Район в 1952—1959 годах
Вторично Усть-Долысский район в составе Великолукской области был образован в 1952 году. В район вошли Воробьевский, Даниленский, Канашовский, Карулинский, Кубецкий, Лубецкий, Трехалевский, Усть-Долысский, Феневский с/с Невельского района и Гулятьевский, Денисовский, Шалаховский с/с Пустошкинского района.
В 1954 году Денисовский с/с был присоединён к Гулятьевскому, Усть-Долысский — к Кубецкому, Канашовский к Феневскому.
В 1957 году район вошёл в состав Псковской области.
23 марта 1959 года Усть-Долысский район был упразднён, а его территория разделена между Невельским (Воробьевский, Даниленский, Канашовский, Карулинский, Кубецкий, Лубецкий, Трехалевский с/с) и Пустошкинским (Гулятьевский, Шалаховский с/с) районами.